# Fredrik Möller (politiker)
Johan Fredrik Möller, född 17 februari 1976 i Järnforsen, Hultsfreds kommun, är en svensk tidigare politiker. Möller var kommunalråd för Kristdemokraterna i Karlstads kommun 1998-2002.

## Biografi
Möller har genomgått en tvåårig skådespelarutbildning, var verksam som skådespelare vid Scalateatern i Karlstad 1999-2006 och har även gjort roller där som dragshowartist. Han fick uppmärksamhet för ett dragframträdande vid Kristdemokratiska ungdomsförbundet (KDU) 2004, där han imiterade Lena Ph. Möller är utbildad statsvetare och har även arbetat som arbetsförmedlare. Han har även varit pressekreterare på Arbetsförmedlingen.
Möller var kommunalråd (på halvtid) för Kristdemokraterna i Karlstads kommun 1998-2002. Han har också varit gruppledare för Kristdemokraterna i kommunfullmäktige i Karlstad. Möller stödde Erik Slottner som ordförande i Kristdemokratiska ungdomsförbundet (KDU) och lämnade KDU i protest när Slottner 2005 avsattes till förmån för den mer konservativa Ella Bohlin.